# محرك ذو أربع اسطوانات مرتبة في خط مستقيم

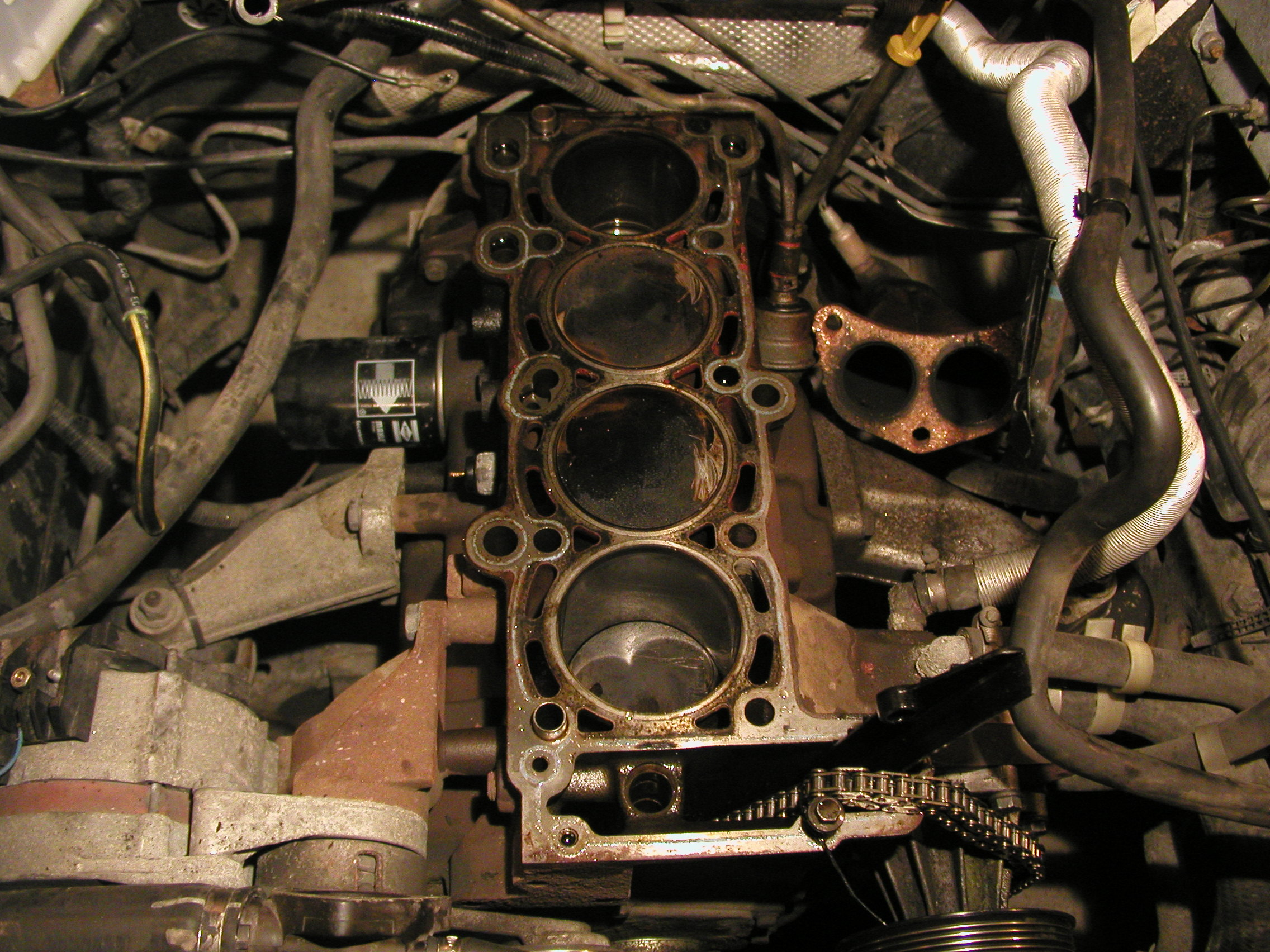
محرك ذو اربع اسطوانات مرتبة في خط مستقيم لفورد

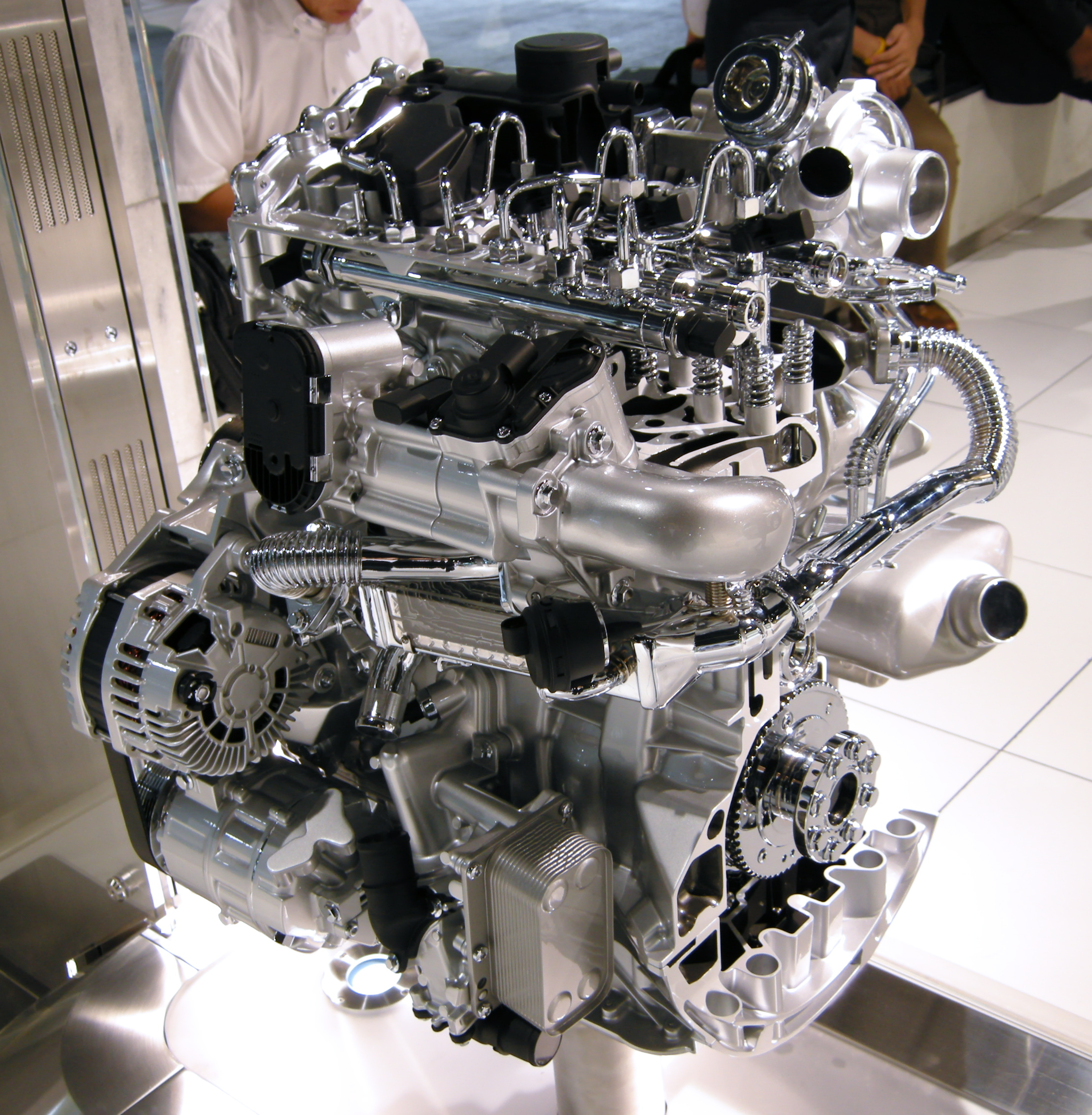
A كوتاواي رينو-نيسان M9R 2.0 L مستقيم -4 DOHC محرك الديزل المشترك لسكك الحديدية

إن محرك ذو اربع اسطوانات مرتبة في خط مستقيم أو محرك ذو اربع اسطوانات المباشر هو نوع من محركات الاحتراق الداخلي المضمنة (المباشرة) ذات الأربع أسطوانات مع جميع الأسطوانات الأربعة المثبتة في خط مستقيم، أو مستوي على طول العمود المرفق يمكن توجيه الضفة الواحدة من الأسطوانات إما على مستوى رأسي أو منحدر مع جميع المكابس التي تقود عمود مرفقي مشترك. عندما يكون مائلاً ، يطلق عليه أحيانًا المائل -4.
يتميز تصميم المحرك بتوازن أساسي مثالي ويمنح درجة من البساطة الميكانيكية مما يجعله شائعًا في السيارات الاقتصادية. ومع ذلك، على الرغم من بساطته، فإنه يعاني من خلل ثانوي يسبب اهتزازات بسيطة في المحركات الأصغر. تصبح هذه الاهتزازات أكثر قوة مع زيادة حجم المحرك والطاقة، وبالتالي فإن المحركات الأكثر قوة المستخدمة في السيارات الأكبر حجمًا هي تصميمات أكثر تعقيدًا تضم أكثر من أربع أسطوانات.

## سعة
يستخدم هذا التكوين بشكل شائع في سعة محرك بنزين حتى 3.0 لتر. بورش، على سبيل المثال، استخدمت أربعة بسعة 3.0لتر في سياراتها الرياضية بورش 944 و968.